# Stade Jules-Lemaire
Stade Jules-Lemaire – nieistniejący już stadion piłkarski w Mons-en-Barœul (na przedmieściach Lille), we Francji. Obiekt w przeszłości służył piłkarzom klubu SC Fives. W 1959 roku stadion został zlikwidowany.
Stadion służył jako arena domowa piłkarzy klubu SC Fives. W 1932 roku klub przeszedł na zawodowstwo. Wówczas przeprowadzono również modernizację obiektu, m.in. obrócono murawę o 90 stopni, powstała też zadaszona trybuna główna po stronie zachodniej. W 1937 roku stadion przemianowano na Stade Jules-Lemaire (wcześniej nosił nazwę Stade Virnot). W 1934 roku grający na obiekcie piłkarze SC Fives zdobyli 2. miejsce w rozgrywkach o mistrzostwo kraju, a w roku 1941 dotarli do finału Pucharu Francji. W 1944 roku SC Fives połączył się z Olympique Lillois, tworząc nowy klub, Stade lillois (później przemianowany na Lille OSC). Nowy zespół do 1949 roku rozgrywał swoje spotkania zarówno na Stade Jules-Lemaire, jak i na dawnym obiekcie Olympique Lillois (Stade Henri-Jooris), później na stałe przeniósł się na Stade Henri-Jooris, a dawny obiekt klubu SC Fives służył mu już tylko jako boisko treningowe. W 1959 roku obiekt rozebrano, a w jego miejscu powstały budynki mieszkalne.